# Васильевский (Верховский район)
Васи́льевский — посёлок в Верховском районе Орловской области. Входит в состав Васильевского сельского поселения.

## География
Посёлок находится в северо-восточной части Орловской области на Среднерусской возвышенности.
Часовой пояс
Посёлок Васильевский, как и вся Орловская область, находится в часовой зоне МСК (московское время). Смещение применяемого времени относительно UTC составляет +3:00.

## Население
| 2002 | 2010 |
| ---- | ---- |
| 265  | ↘199 |

Национальный состав
Согласно результатам переписи 2002 года, в национальной структуре населения русские составляли 97 % из 265 чел.